# История на Копривщица

## Кондици на църковните общини и настоятелства
Счетоводният тефтер (кодекс) на храмовете „Успение на Пресветая Богородица“ и „Свети Николай“ в град Копривщица, започнат от църковния епитроп Грую Попгенчович.

### Кратка педистория
Във връзка с 200-годишнината на храм „Успение Богородично“ – град Копривщица и подготовката на международната научна конференция по този повод, служителката на Дирекция на музеите в града Светлана Мухова е натоварена да направи проучване на копривщенската църковна история. Юбилеят на храма е през 2017 г., а назначените изследвания започват през 2016 г. в музейните и църковни архиви. Така, в тези издирвания е открита Църковната кондика, от която макар и публикувани извадки от проф. Евтимий Сапунджиев в неговият „Юбилеен сборник по миналото на Копривщица“ от 1926 г., е смятана до тогава за изгубена макар, че части от нея използвани и от Христо Кесяков за книгата му „Вълко и Стоян Тодорови Чалъкови“. Така, в тази година започва най-новата история на документа, последно ползван през 1935 г., а след това неизвестно кога е приведен в архива на Дирекцията. В хода на проучването е установено, че в музейния архив кондиката е заведена през 1977 г., във фонд 204 „Църковен въпрос“, поради което тя не се намира след това в полезрението на историците.

### Създаване на кодексите
Документът е записан на език, близък до църковнославянския, по времето на първичното сформиране на новобългарския език и преди въвеждането на правописните правила. В него има изрази, написани на местен диалект, с употреба на някои турски или гръцки думи, последните в няколко страници със счетоводни сметки. Изложението, приписвано на поп Наум използва библейското летоброене от сътворението на света, както е в старите ръкописни църковни книги, и по подобие на руски старопечатни издания от XVIII и началото на XIX в., съхранявани в града. В хронологическата последователност на счетоводните записи има оставени празни места, в които в по-късни времена са добавяни по-късни сметки. В счетоводните записи на кондиката се използват главно турски цифри, модифицирани арабски числа. Сравнително по-малко са случаите, когато за сметките, както и за датите и съответните им години, са записвани със символите на църковнославянската азбука или с използваните днес арабски цифри.

### Извлечения на архимандрит Евтимий Сапунджиев
Извлеченията от кондиката на архимандрит Евтимий Сапунджиев представляват пръв опит за представяне на духовния, стопанския, обществения и културния вид на възрожденска и бунтовна Копривщица. Върху страниците на ценният документ личат някои негови бележки, направени при това проучване. За него съставителят на „Юбилейния сборник“ проф. Сапунджиев прави отделна от оригиналната, написана с черен молив номерация на страниците на ръкописа. Черната номерация е поставена в горния десен ъгъл на всяка страница от 1 до 38. Така се появява допълнителна номерация с червен молив само на страниците, подготвени за публикацията на извлеченията от 1926 г., с което е създадена известна трудност при точното цитиране на кодекса.

### Епитропи, писали кондиците в периода от 1814 до 1861 година
Тефтерът се съхранява в църквата „Света Богородица“. Още в 1818  г, той е заверен на края от „Нешо Чалоковъ, поклоникъ“, че съдържа 102 листа, и до годината на смъртта на този последния е воден от самия  него. На  стр. 38 и 39 се вижда в сметките, че от черковните пари се е наложило да се отпуснат помощи на джамиите в Лъджене, Османово и Душанци.
| Груйо Попгенчович | 1814 – 1818 г. в „Успение Богородично“ |
| Михал Лютов       | 1819 г. в „Успение Богородично“        |
| Рат Моровенов     | 1820 – 1822 г. в „Успение Богородично“ |
| Груйо Попякович   | 1822 – 1832 г. в „Успение Богородично“ |
| Дядо хаджи Филчо  | 1833 – 1836 г. в „Успение Богородично“ |
| Христо Догана     | 1837 г. в „Успение Богородично“        |
| Хаджи Геро        | 1838 – 1841 г. в „Успение Богородично“ |
| Дядо хаджи Филчо  | 1841 – 1843 г. в „Успение Богородично“ |
| Ганчо Нетков      | 1843 г. в „Успение Богородично“        |

| Дядо хаджи Филчо     | 1843 – 1844 в „Успение Богородично“    |
| Ганчо Кантарджиев    | 1844 г. в „Успение Богородично“        |
| Димов                | 1844 – 1845 г. в „Св. Никола“,         |
| Ганчо Нетков         | 1845 г. в „Успение Богородично“        |
| Петар                | 1846 г. в „Успение Богородично“        |
| Ненчо Бучков         | 1846 – 1847 г. в „Свети Николай“       |
| Генчов               | 1847 г. в „Успение Богородично“        |
| Лулчо Груйов         | 1848 г. в „Успение Богородично“        |
| Ганчо Кантарджиев    | 1849 г. в „Успение Богородично“        |
| Xаджи Геро           | 1848 – 1850 г. в „Свети Николай“       |
| Дончо                | 1850 – 1851 г. в „Свети Николай“       |
| Ненчо Бучков         | 1850 – 1851 г. в „Успение Богородично“ |
| Георги Петров        | 1852 г. в „Успение Богородично“        |
| Хаджи Славчо         | 1852 г. в „Успение Богородично“        |
| Хаджи Нешо           | 1852 г. в „Свети Николай“              |
| Теодор Димов         | 1853 г. в „Свети Николай“              |
| Танчо                | 1853 г. в „Успение Богородично“        |
| Кирь Гюрги           | 1854 г. в „Успение Богородично“        |
| Стоян                | 1854 г. в „Успение Богородично“        |
| Нетко                | 1854 г. в „Успение Богородично“        |
| Тодор                | 1854 г. в „Успение Богородично“        |
| Найден Бенюв         | 1855 г. в „Успение Богородично“        |
| Нетко                | 1856 г. в „Успение Богородично“        |
| Ненчо                | 1854 г. в „Свети Николай“              |
| Найден Бенюв         | 1857 г. в „Успение Богородично“        |
| Нетко                | 1858 г. в „Успение Богородично“        |
| Ненчо Бучков         | 1856 – 1859 г. в „Свети Николай“       |
| Неделчо              | 1857 – 1858 г. в „Успение Богородично“ |
| Найден Бенюв         | 1858 г. в „Успение Богородично“        |
| Неделчо              | 1859 г. в „Успение Богородично“        |
| Петко Моровенов      | 1859 г. в „Успение Богородично“.       |
| Драгоя Орашъков 1859 | 1859 – 1861 г. в „Свети Николай“       |
| Нетко                | 1861 г. в „Успение Богородично“        |